# Microregiunea Csorna
Microregiunea Csorna (în maghiară Csornai kistérség) a fost o microregiune statistică (kistérség) din județul Győr-Moson-Sopron, Ungaria.
Cu o populație de 33.785 locuitori și o suprafață de 598,76 km2, aceasta a existat până în 2014, când în Ungaria, microregiunile ”kistérségek” au fost înlocuite de districte (járások).